# Giona (Lorenzetto)
La statua di Giona che esce dalla balena è una scultura in marmo realizzata dal Lorenzetto, ubicata all'interno della Cappella Chigi, nella Basilica di Santa Maria del Popolo a Roma. L'opera fu compiuta dall'artista seguendo i disegni originali del suo maestro Raffaello, il quale aveva già disegnato l'architettura della cappella. Giona che esce dalla balena è stata l'unica scultura che ha ideato Raffaello e che è stata scolpita seguendo le sue intenzioni.

## Storia

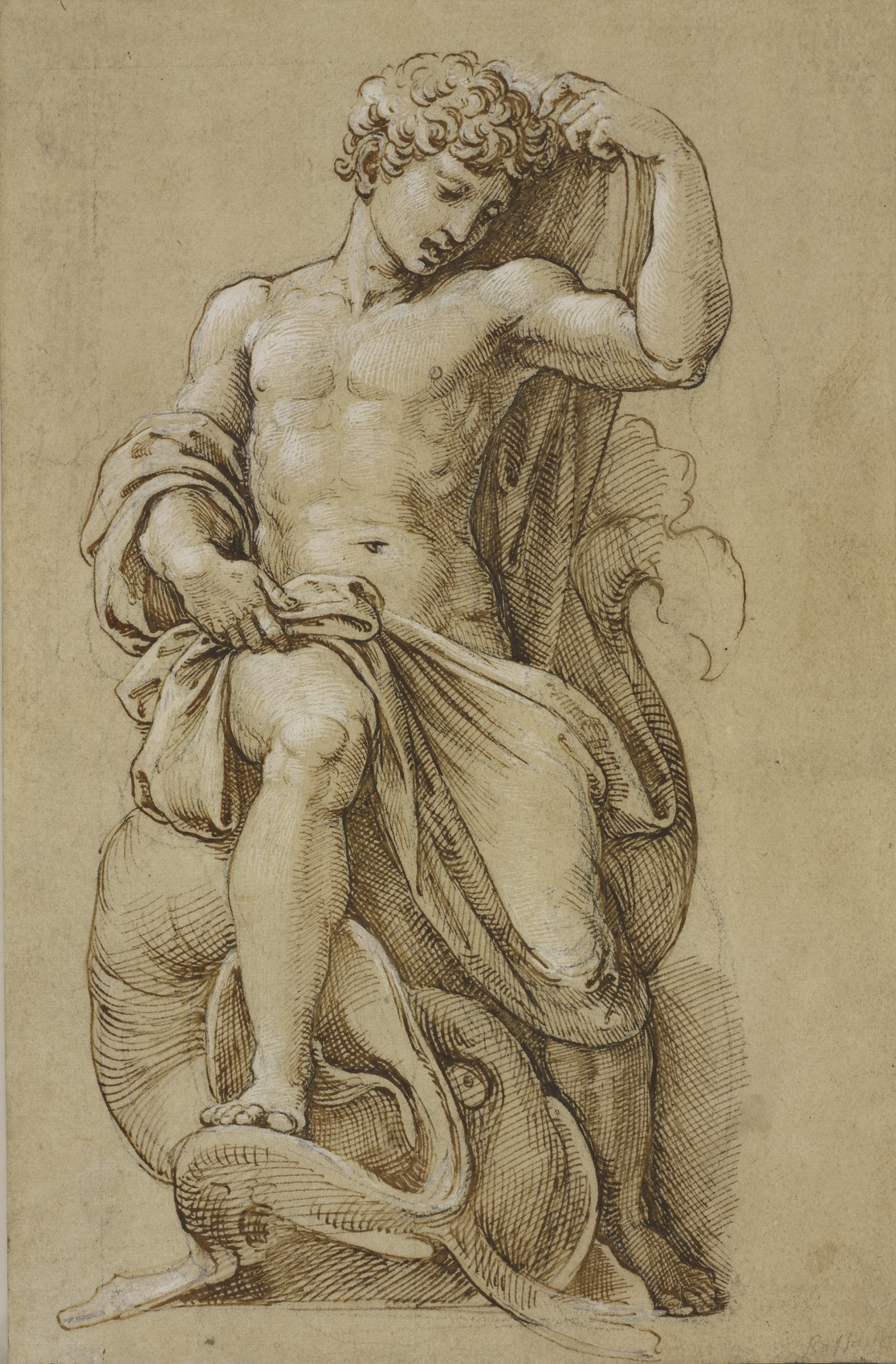
La statua di Giona, disegno, Royal Collection (1520-1523 circa).

La statua del profeta Giona era parte dello schema decorativo originale pensato da Raffaello per la cappella. Uno dei temi iconografici principali presenti all'interno della cappella funeraria commissionata da Agostino Chigi era la resurrezione dei morti. Strettamente correlata a questo tema e simbolo della vittoria sulla morte, pertanto, fu la storia di Giona, inghiottito da un "grande pesce" e sputato indenne tre giorni dopo, dietro comando divino. Gesù stesso parla dell'episodio miracoloso presente nell'Antico Testamento, alludendo alla sua stessa resurrezione.
«Come infatti Giona rimase tre giorni e tre notti nel ventre del pesce, così il Figlio dell'uomo resterà tre giorni e tre notti nel cuore della terra.» Vangelo di Matteo 12,40
Lo storico dell'arte John Shearman ha ipotizzato che l'opera fosse originariamente pensata per la nicchia a destra dell'altare, dove l'opera poteva essere osservata da una angolazione migliore. La statua fu scolpita da Lorenzo Lotti, detto Lorenzetto, uno dei migliori allievi di Raffaello, con l'aiuto proprio del maestro ed essa risultava quasi completata quando morirono nel 1520 sia Agostino Chigi che Raffaello. Lorenzetto, come scrive Vasari, "si mise con grande amore a fatiche impossibili, per riuscire con lode e per piacere a Raffaello". Ciononostante, la statua del profeta Giona ed un'altra a questa opposta raffigurante il profeta Elia rimasero nella sua bottega. Vasari scrisse, nelle sue Vite, di questa vicenda delle statue:
 "...ma l'aspettazione del premio che desiderava per il peso della famiglia che aveva, tardi venne; con ciò sia cosa che si chiuser gli occhi ad Agostino Chigi et al mirabile Rafaello, e le figure per la poca pietà de' suoi gli rimasero in bottega. Onde Lorenzo oltra modo dolente perdé in un tratto tutte le sue speranze." 
Lorenzo Lotti morì nel 1541 ma diversi anni dopo, nel 1552 circa, Lorenzo Leone Chigi, figlio di Agostino, pagò il debito agli eredi di Lorenzetto e le due statue furono collocate nella cappella. Presumibilmente erano posizionate ai lati dell'entrata, o per lo meno questa era la collocazione che aveva avuto modo di osservare Fabio Chigi quando visitò la cappella nel 1626. Tra il 1652 e il 1656 Gian Lorenzo Bernini restaurò la cappella, realizzando altre due statue (Abacuc e l'angelo e Daniele e il leone) che presero posto nelle nicchie vuote. In quell'occasione la statua di Giona fu spostata nella sua collocazione attuale, alla sinistra dell'altare principale.

## Descrizione

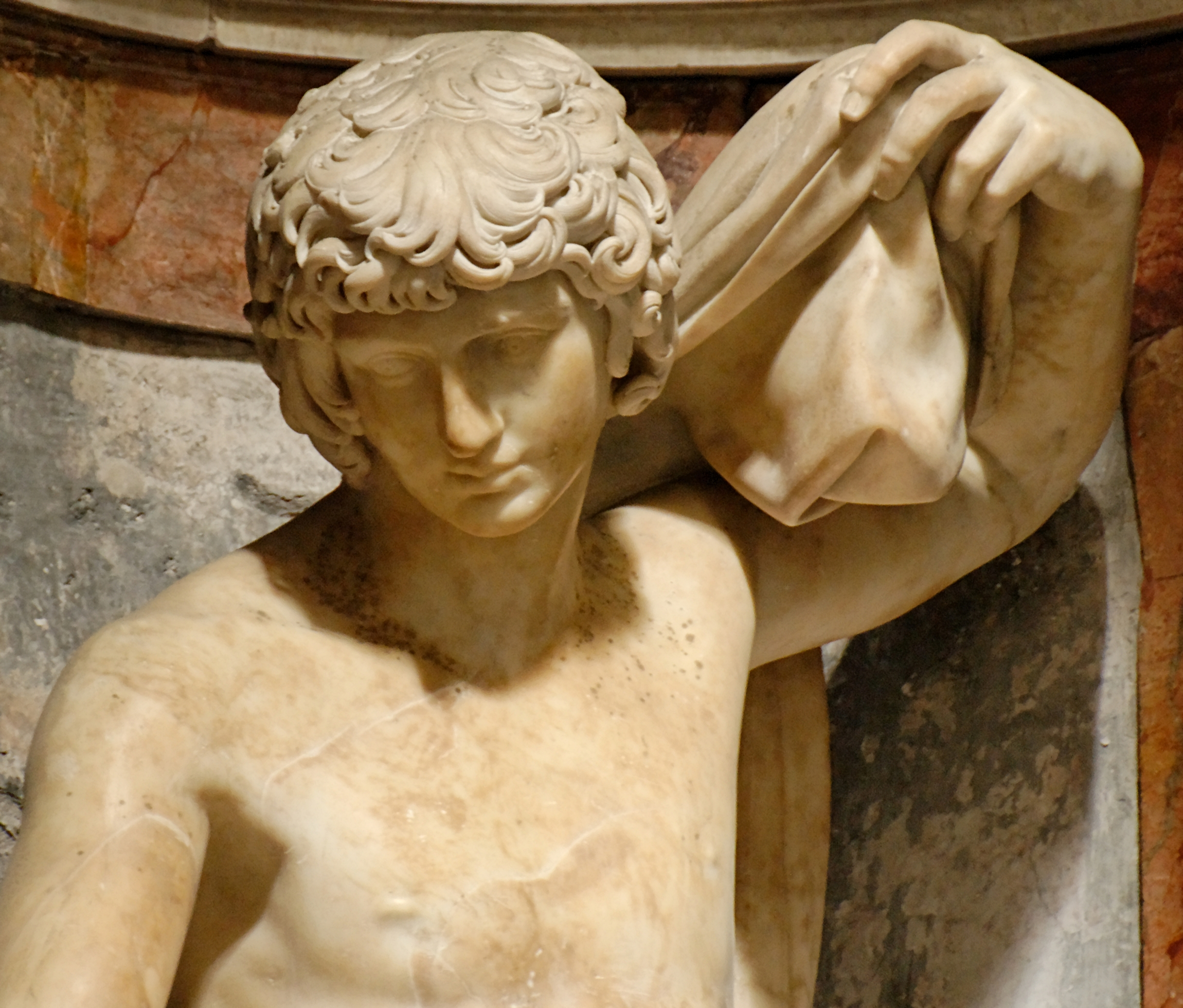
L'Antinoo Farnese fu di ispirazione per la testa di Giona.

La statua è stata scolpita in marmo lunense, dalla caratteristica sfumatura giallastra. Il materiale era pregiato, e Pirro Ligorio sosteneva che la scultura fosse stata ricavata da un blocco caduto dal Tempio dei Dioscuri, all'epoca ritenuto il Tempio di Giove Statore.
La figura di Giona, nuda e dall'aspetto di giovane, è seduto sul mostro marino, con il suo piede destro sulla mandibola della creatura, e con la mano sinistra stringe un drappo sopra la sua testa. Il suo atteggiamento è trionfale. L'attuale posizione della statua è sfavorevole, la figura era chiaramente ideata  per essere vista da sinistra, un disegno conservato a Windsor la mostra l'opera dalla "giusta" prospettiva.  Un'altra testimonianza di ciò si può trovare in un tondo presente nelle Logge vaticane, probabilmente dipinto seguendo uno schizzo di Raffaello. Nella sua posizione originale nella nicchia a destra dell'altare, verosimilmente mai occupata, il profeta avrebbe gettato lo sguardo giù verso l'apertura della cripta sotto la cappella, davanti all'altare (tale apertura fu poi murata da Bernini), incrociando lo sguardo del visitatore.
Inizialmente Bernini progettò di mettere la statua nella sua posizione originaria, così come documentato da un disegno conservato allo Smith College Museum of Art, ma successivamente cambiò i suoi piani, dando più importanza alla sua scultura di Abacuc e dell'angelo.
La testa di Giona potrebbe essere stata ispirata da quella del famoso Antinoo Farnese, una statua romana di Antinoo, amante dell'imperatore Adriano, morto in circostanze misteriose in Egitto. Tale scelta è un'allusione, seppure meno ovvia, all'Egitto, oltre alle tombe piramidali e alla cimasa a forma di loto dell'arco di ingresso.
La testa di Giona è stata associata a quella di Antinoo per la prima volta dallo storico dell'arte Giovanni Pietro Bellori nel 1695. Non è certo che Raffaello e i suoi allievi si fosse ispirato alle fattezze dell'Antinoo Farnese, potrebbero aver semplicemente copiato un bel capo antico al fine di mostrare la giovinezza di Giona. Nella metà del XVI secolo vi erano almeno dodici statue con protagoniste Antinoo nelle collezioni romane, e non si hanno certezze su dove fosse conservato l'Antinoo Farnese nel 1510.

## Critica

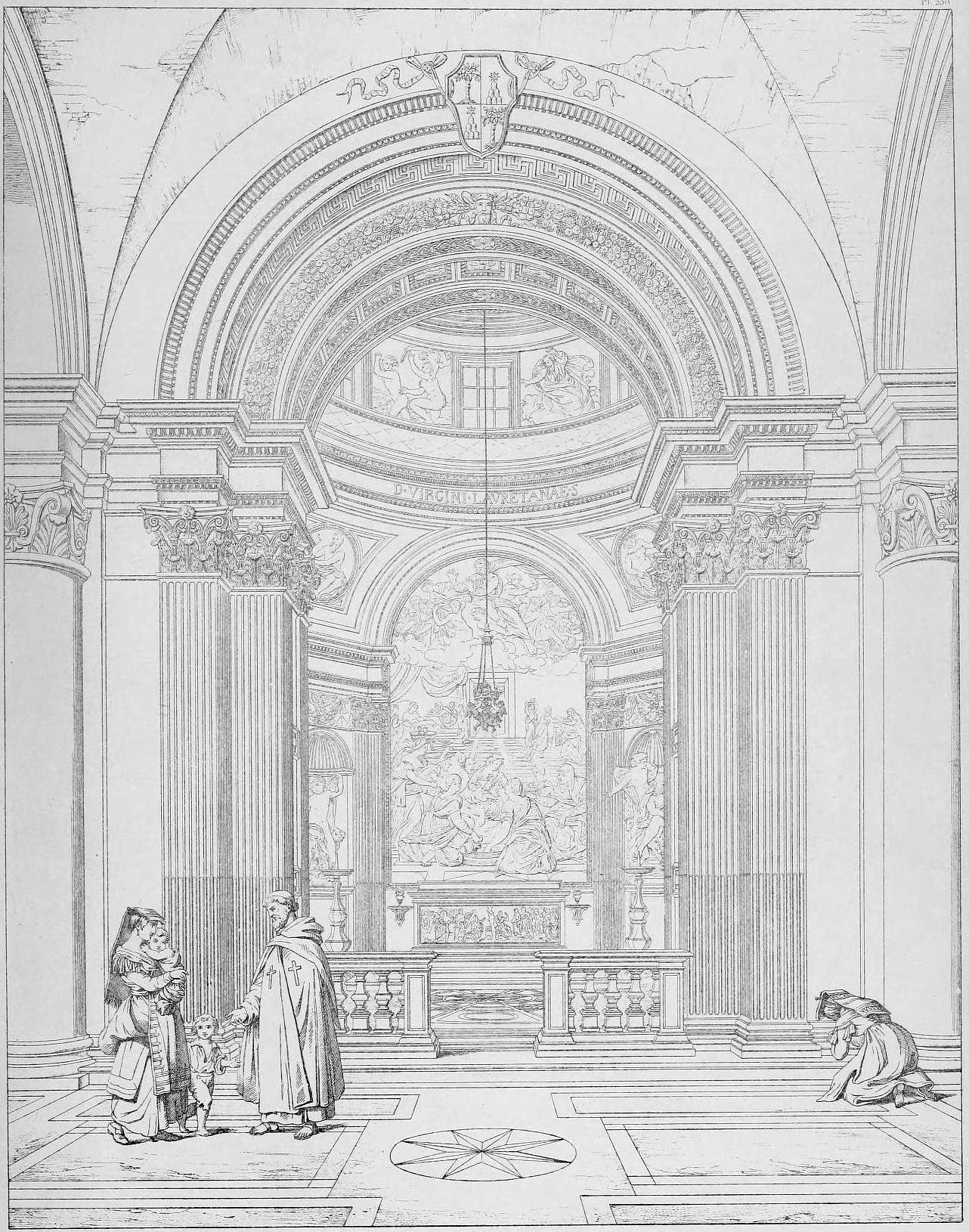
La cappella in epoca romantica, incisione di Paul Letarouilly.

Giorgio Vasari elogiò lo sforzo del Lorenzetto:"Le quali statue furono da Lorenzo a tutto suo potere con arte e con somma bellezza condotte" Nel XIX secolo Joseph Archer Crowe era altrettanto entusiasta: "Ma in ambedue le statue, e in modo particolare nella prima (Giona), giovinezza e grazia sono congiunte con una certa eleganza raffaelliana, c'è più traccia dello spirito dell'antico che della mano di Raffaello".
John Pope-Hennessy era molto critico nei confronti delle abilità del Lorenzetto nel cimentarsi sull'esecuzione di un progetto di Raffaello, "offuscato ed indebolito dallo scultore Lorenzetto. Questa è una delle poche sculture al mondo i cui calchi in gesso riescono a far trapelare di più che l'opera stessa", ha scritto. John Shearman fu meno sprezzante. Osservò, infatti, che "alle due statue che Raffaello idealizzò per la cappella non è mai stata data l'attenzione che meritano (ed esse non la possono ottenere qui)".

## Letteratura
Il grande scrittore Viktor Rydberg, esponente del Romanticismo svedese, nelle sue Giornate Romane (1877) registrò - o più semplicemente inventò - una presunta tradizione romana sulle origini della statua. Secondo la leggenda, un uomo stava vagando attorno alle rovine della Villa Adriana a Tivoli, quando lo spirito di Adriano gli apparve davanti nella notte dicendo che la sua anima non sarebbe stata in grado di riposare finché il buon nome di Antinoo non fosse stato cancellato. L'uomo riferì il messaggio a Raffaello, il quale stava lavorando alla Cappella Chigi e che decise di battezzare Antinoo e di celebrare la sua bellezza, cristallizzandola nel volto del profeta Giona. Rydberg conclude dicendo:
 "Così l'allegoria pagana si congiunse con il cristiano, e Giona, nella matita di Raffaello divenne, non il profeta anziano e dalla barba lunga, avvolto in un mantello, ma il bel giovane, nudo e pagano Antinoo, ora libero da ogni dolore, libero di gioire del fatto che la vita abbia sconfitto la morte."